# NGC 7832
NGC 7832 (другие обозначения — IC 5386, PGC 485, MCG -1-1-33) — эллиптическая галактика с активным ядром (E) в созвездии Рыбы. Находится на расстоянии около 283 миллионов световых лет от Млечного Пути, имеет диаметр около 160 тысяч световых лет. 
Объект был открыт Уильямом Гершелем 20 сентября 1784 года (указание в каталоге NGC). Повторно галактика была открыта 12 сентября 1896 года Льюисом Свифтом (указание в каталоге IC).
Этот объект входит в число перечисленных в оригинальной редакции «Нового общего каталога».